# Omphalotus olearius
Omphalotus olearius (Augustin Pyramus de Candolle, 1815 ex Rolf Singer, 1948) sin. Pleurotus olearius (Augustin Pyramus de Candolle, 1815 ex Claude Casimir Gillet, 1876), din încrengătura Basidiomycota în familia Marasmiaceae și de genul Omphalotus, este împreună cu „gemenul” său Omphalotus illudens o ciupercă otrăvitoare, numită în popor buricul măslinului. Acest burete este o specie saprofită care crește în grupuri cu multe exemplare. După cum sugerează și numele, buretele apare pe lemn de măslini. În România, Basarabia și Bucovina de Nord se găsește la rădăcinile de castani comestibili precum în păduri de foioase uscate pe stejari și carpeni, apărând deseori pe lemn îngropat în sol, ce astfel nu se poate distinge în cele mai multe cazuri, din (iunie) iulie până în septembrie.

## Descriere

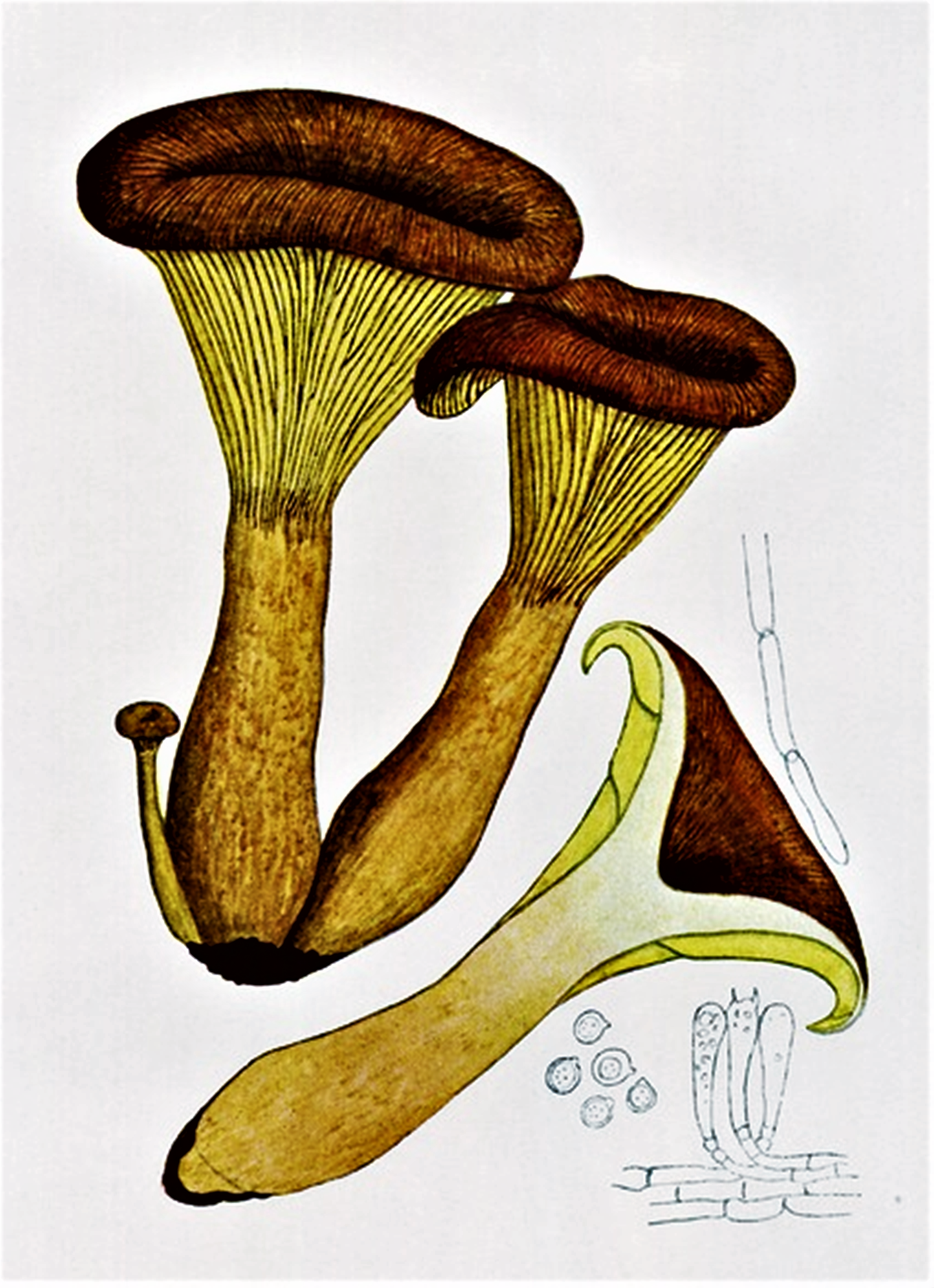
Bres.: Pleurotus olearius

- Pălăria: are un diametru de 6-12 cm, este inițial convexă, apoi se aplatizează, iar la sfârșitul maturizării este adâncită, chiar în formă de pâlnie, cu marginea vălurită și răsfrântă spre picior și cu gurgui central vizibil (buric). Cuticula este netedă, lucioasă și cu striații foarte fine, radiale. Coloritul variază de la gălbui-portocaliu la brun-roșcat, uneori cu pete mai întunecate de diferite dimensiuni.
- Lamelele: sunt decurente de-a lungul piciorului, foarte dese, nu prea înalte și tare bifurcate. Coloritul este galben-auriu cu nuanțe portocalii, mai mult sau mai puțin intense. În întuneric emit ca piciorul o ușoară luminescență verde-albăstruie.
- Piciorul: are o înălțime de 5-14 cm și o lățime de 0,9-1,5 cm, fiind plin, fibros, dur și conic, subțiindu-se către bază și în interior de culoare galben-portocalie. Suprafața este ridată. Afară este de aceeași colorit cu pălăria. În întuneric emite ca lamelele o ușoară luminescență verde-albăstruie.
- Carnea: este rezistentă și fibroasă, având pete deschise sau închise. Mirosul este puternic și plăcut, gustul dulceag.
- Caracteristici microscopice: are spori ovoidali, aproape rotunzi, netezi, cu o mărime de 4-7 x 3,5-6 microni. Culoarea lor este albicios-gălbuie.[4][5]
- Reacții chimice: Carnea se decolorează cu hidroxid de potasiu verde și cu hidroxid de amoniu palid-verzui pe suprafața pălăriei precum cu sulfovanilină imediat roșu-violet, apoi mai închis (pălărie și lamele).[6]

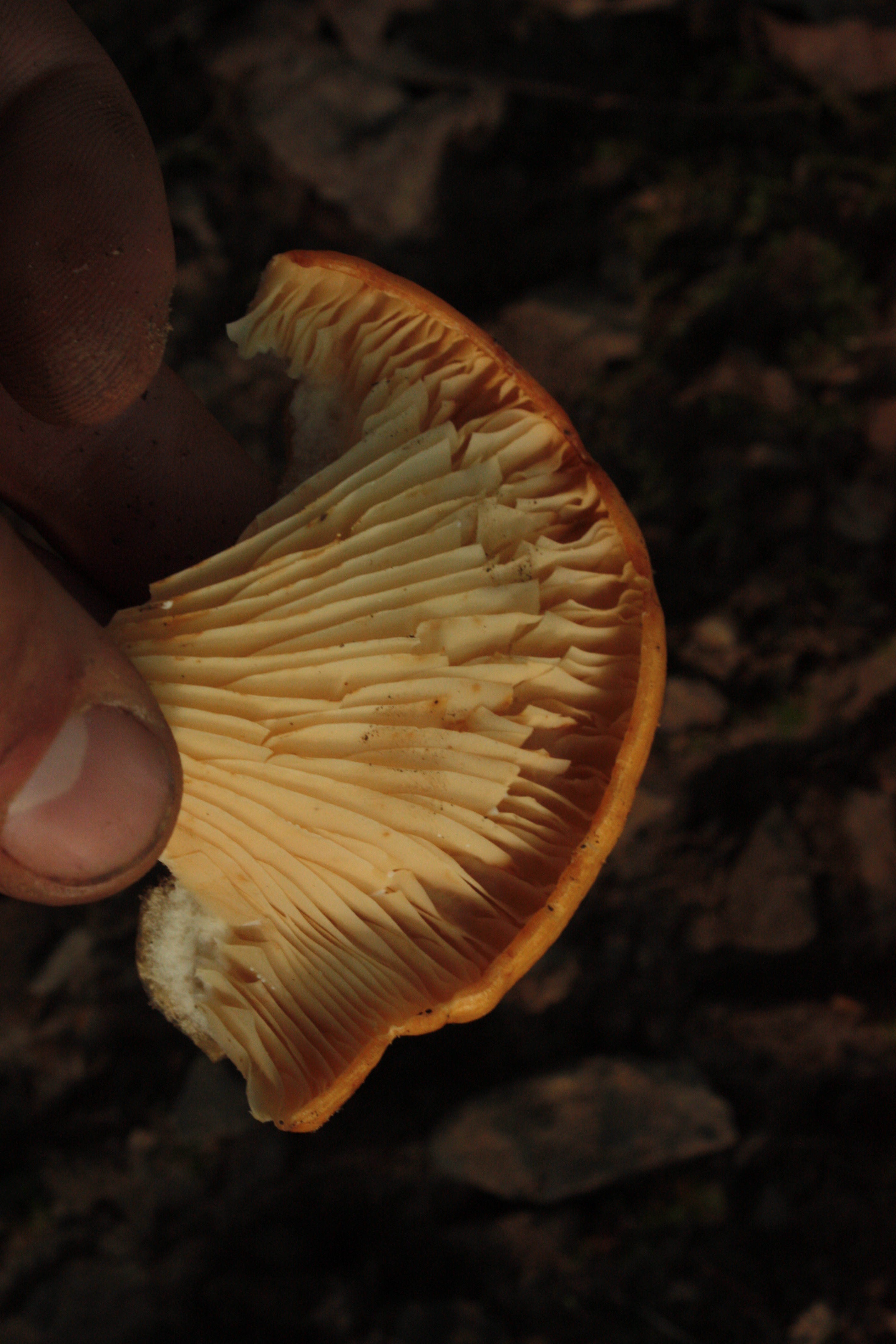
O. olearius, lamele din apropiere
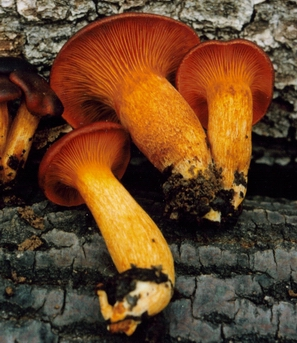
O. olearius, lamele și picior
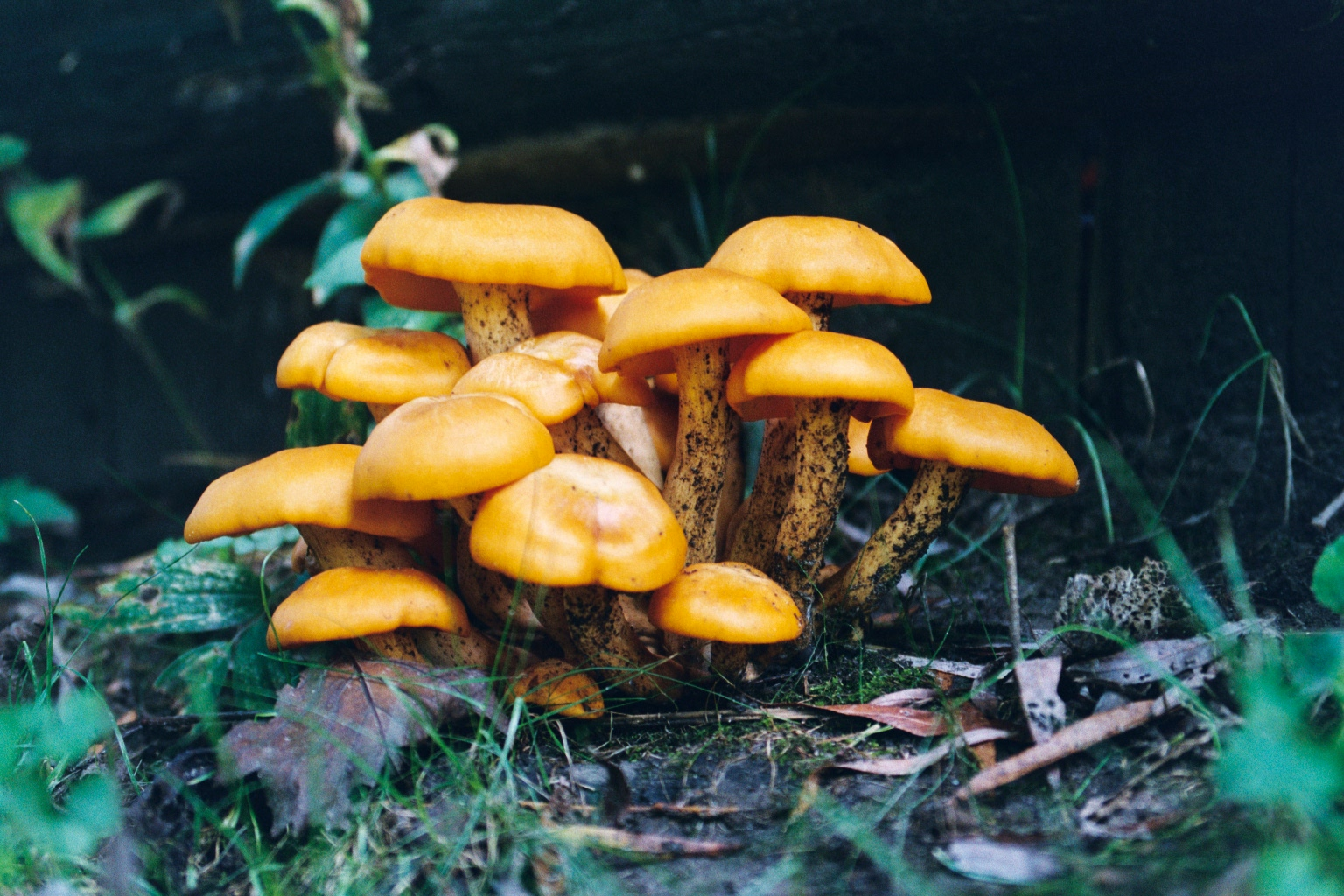
O. olearius tinere
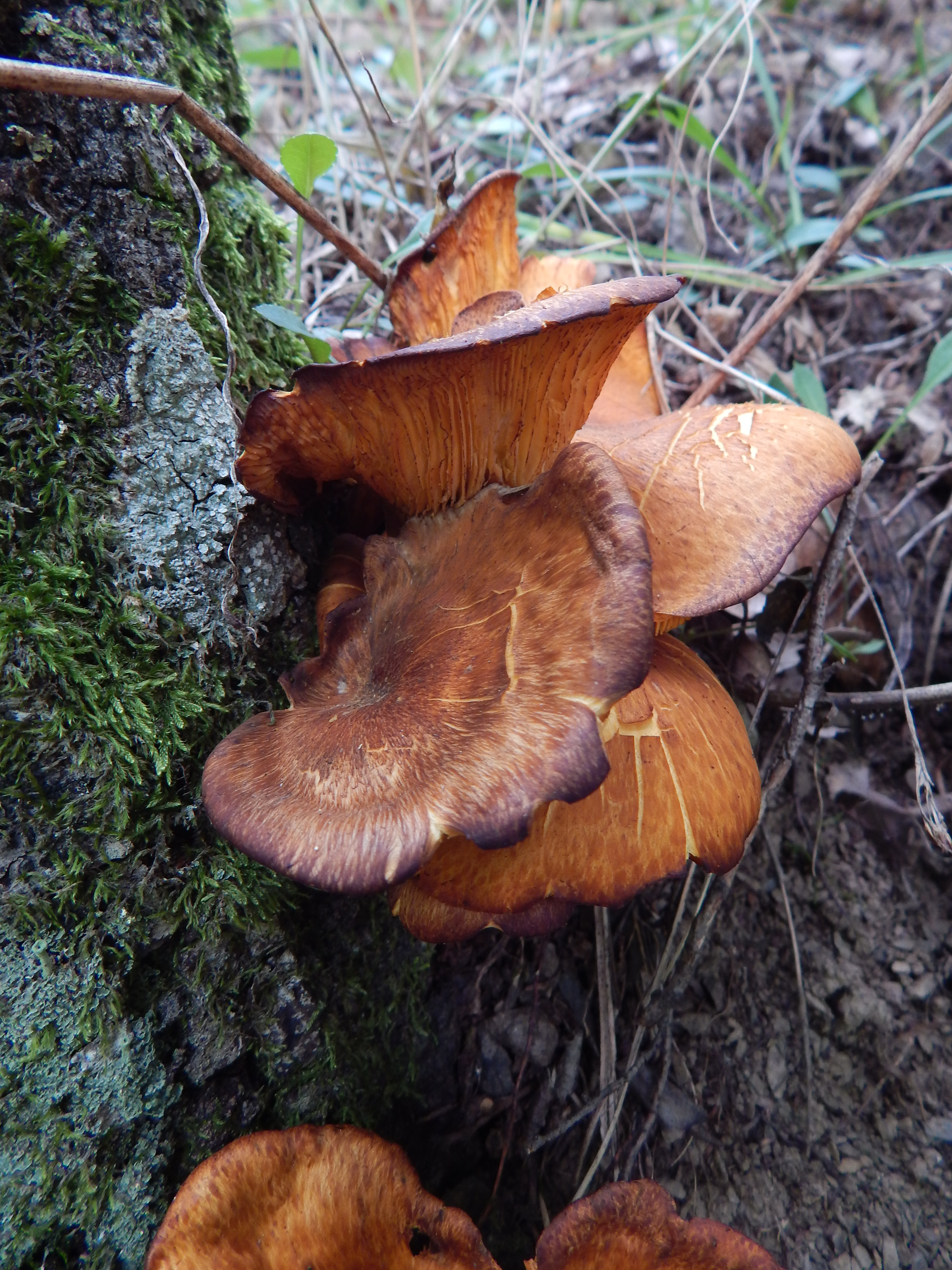
O. olearius bătrâne
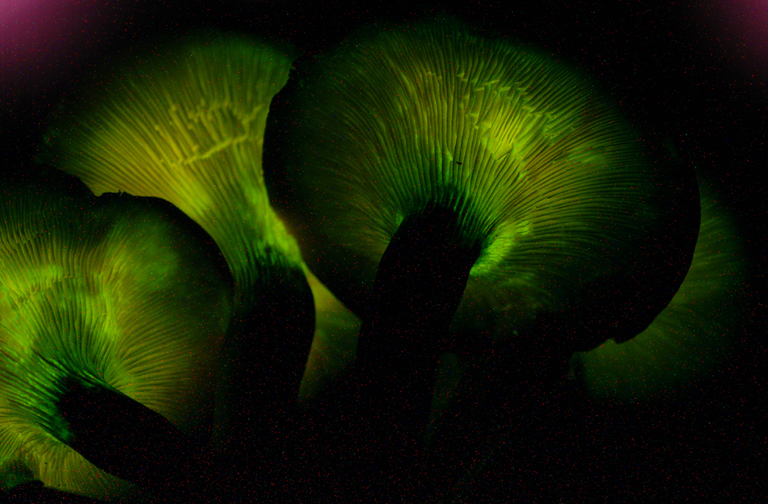
O. olearius, fluorescență
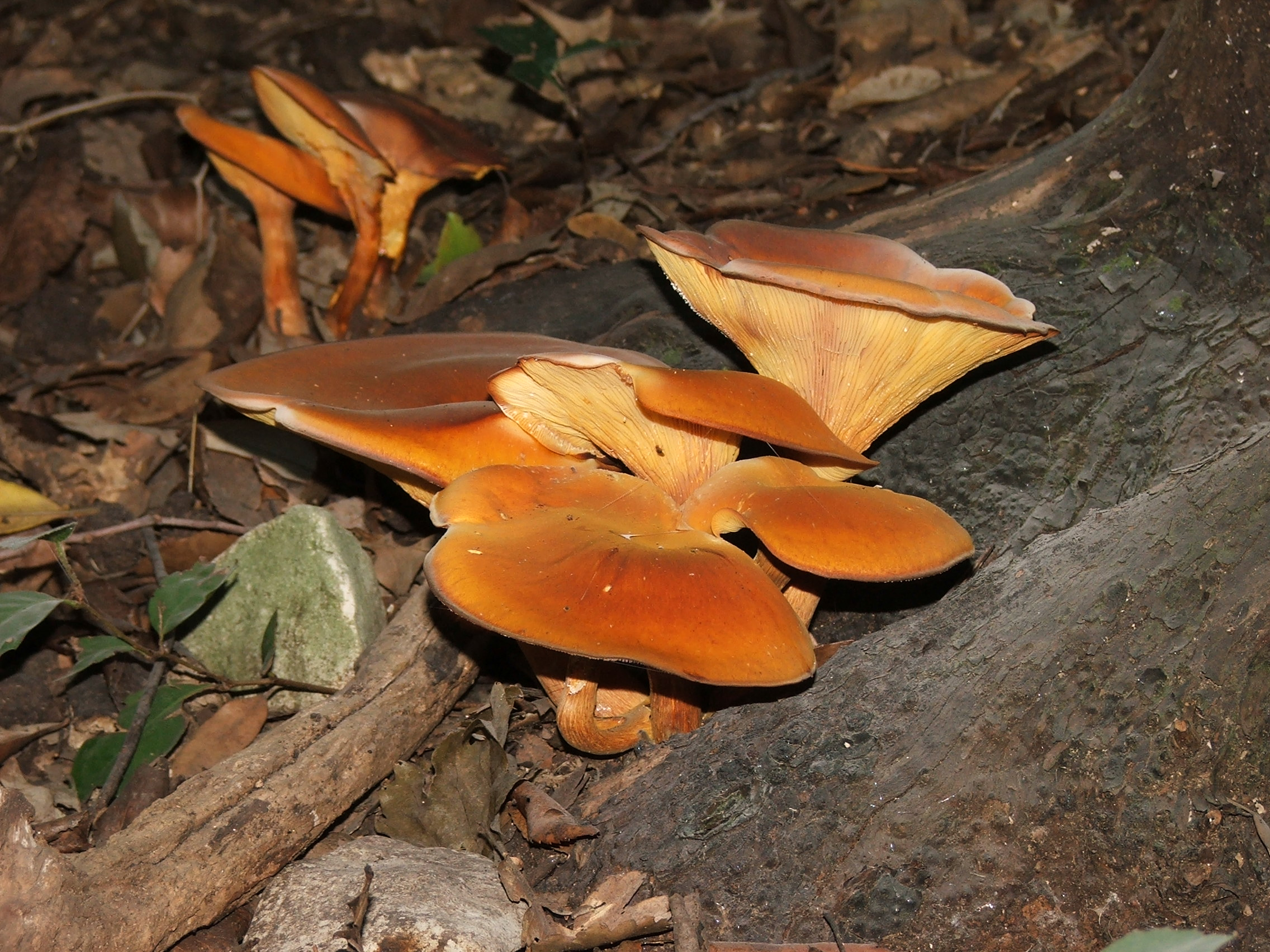
O. olearius pe măslin

## Toxicitate
Cu toate că ciuperca prezintă proprietăți medicinale antibiotice slabe, efectul toxic al conținutului de iludină, numit sindromul resinoidian, ce rescrie practic ADN-ul celulelor „infectate”,  este mult mai dăunător. Intoxicațiile cu această ciupercă sunt numai foarte rar fatale, dar se manifestă clar, durând chiar până la o săptămână. Ele apar în intervalul de la o jumătate până la patru ore de la ingestie și constau în crampe puternice, tulburări digestive ca greață, vomă, diaree, dureri abdominale care antrenează tulburări hidro-electrolitice (deshidratare, șoc hipovolemic). Transpirații si dureri de cap sunt posibile. În unele cazuri  s-a descris o scădere a tensiunii arteriale și a frecvenței cardiace, pe când simptome neurologice sunt foarte rare.
Nu există un antidot specific. Pentru tratament se aplică măsuri terapeutice simptomatice, constând in administrare de antispastice, antidiuretice, antiemetice si reechilibrare hidroelectrolitică.

## Confuzii
Ciuperca este confundată cel mai ades cu Cantharellus amethysteus, Cantharellus cibarius, deosebindu-se prin faptul că gălbiorul nu are lame propriu zise ci doar niște pliuri, precum Omphalotus olearius are carnea în picior de culoare portocalie în loc de albicios-gălbuie. Mai departe buretele poate fi confundat cu „gemenii” săi Omphalotus illudens, (diferențele sunt la nivel de ADN respectiv la preferințele saprofite)  și Omphalotus olivascens (diferențele sunt la nivel de ADN respectiv la preferințele saprofite, prezintă în plus pete măslinii pe pălăria ciupercii mature), ambii tot atât de otrăvitori precum cu mortalele Galerina marginata și Inocybe lacera sau cu comestibilele Hygrophoropsis aurantiaca (are lame bifurcate dar nu crește in grupuri compacte) precum Hygrocybe aurantiosplendens.

## Specii asemănătoare

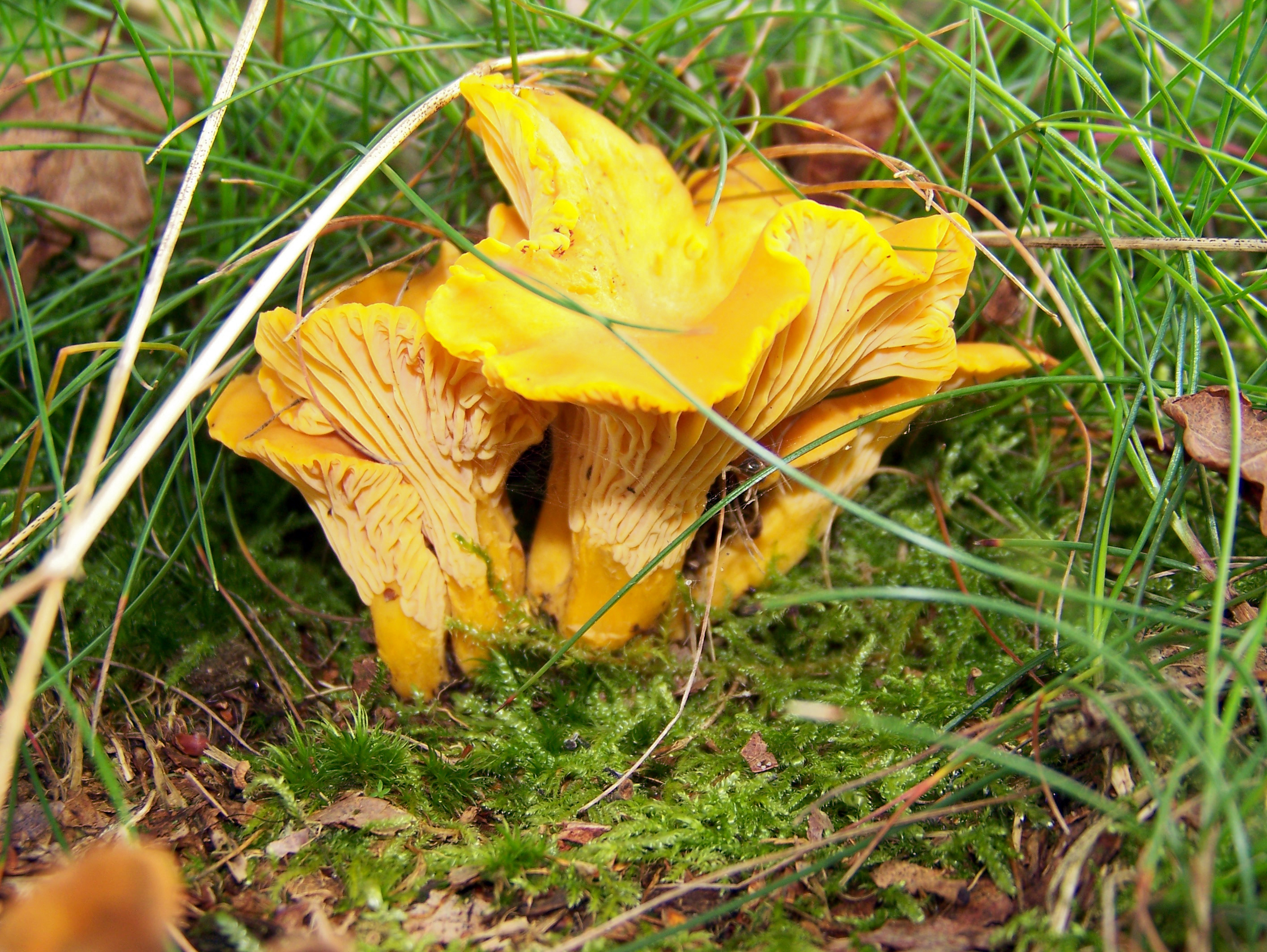
Cantharellus-cibarius
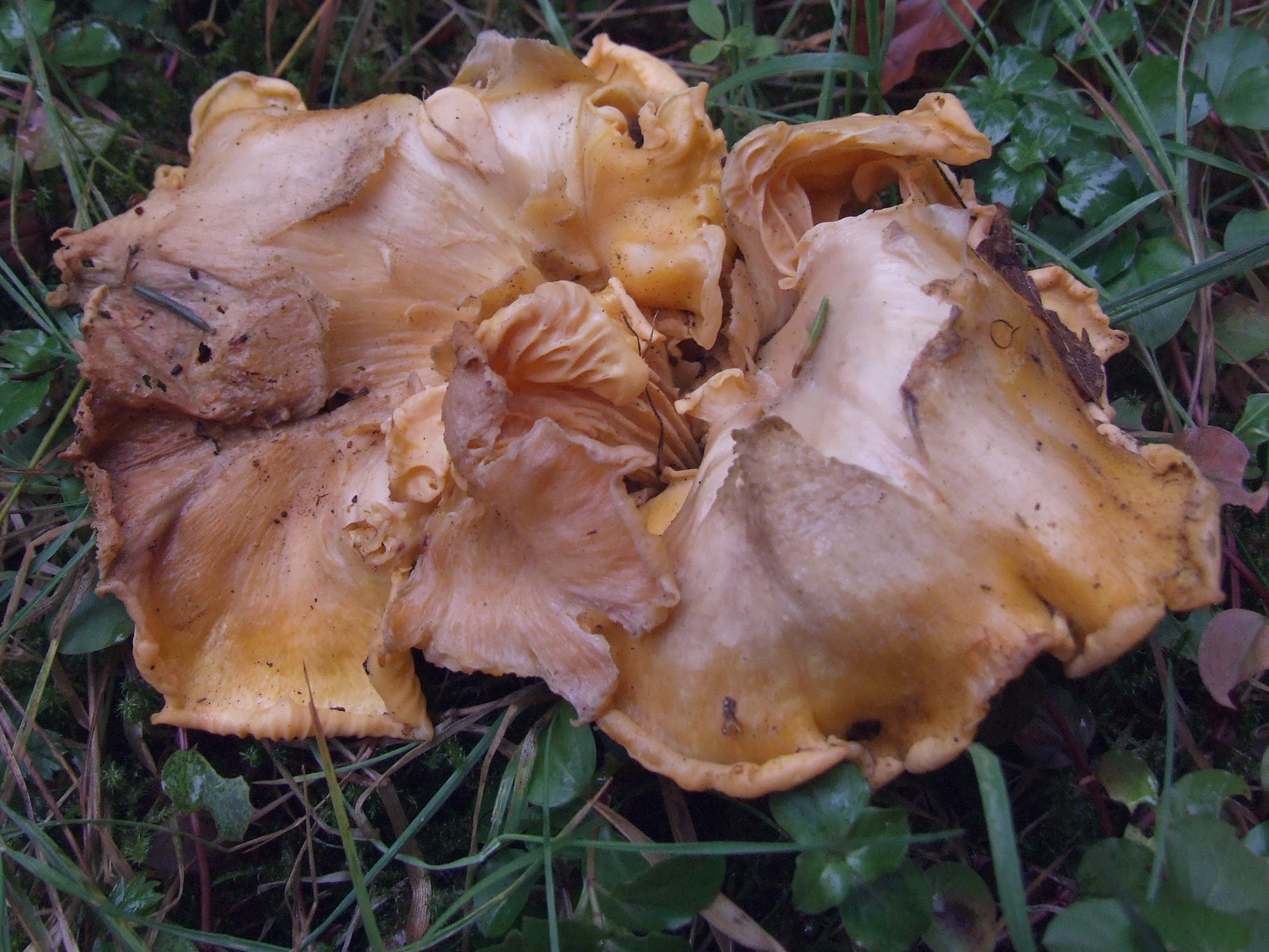
Cantharellus amethysteus
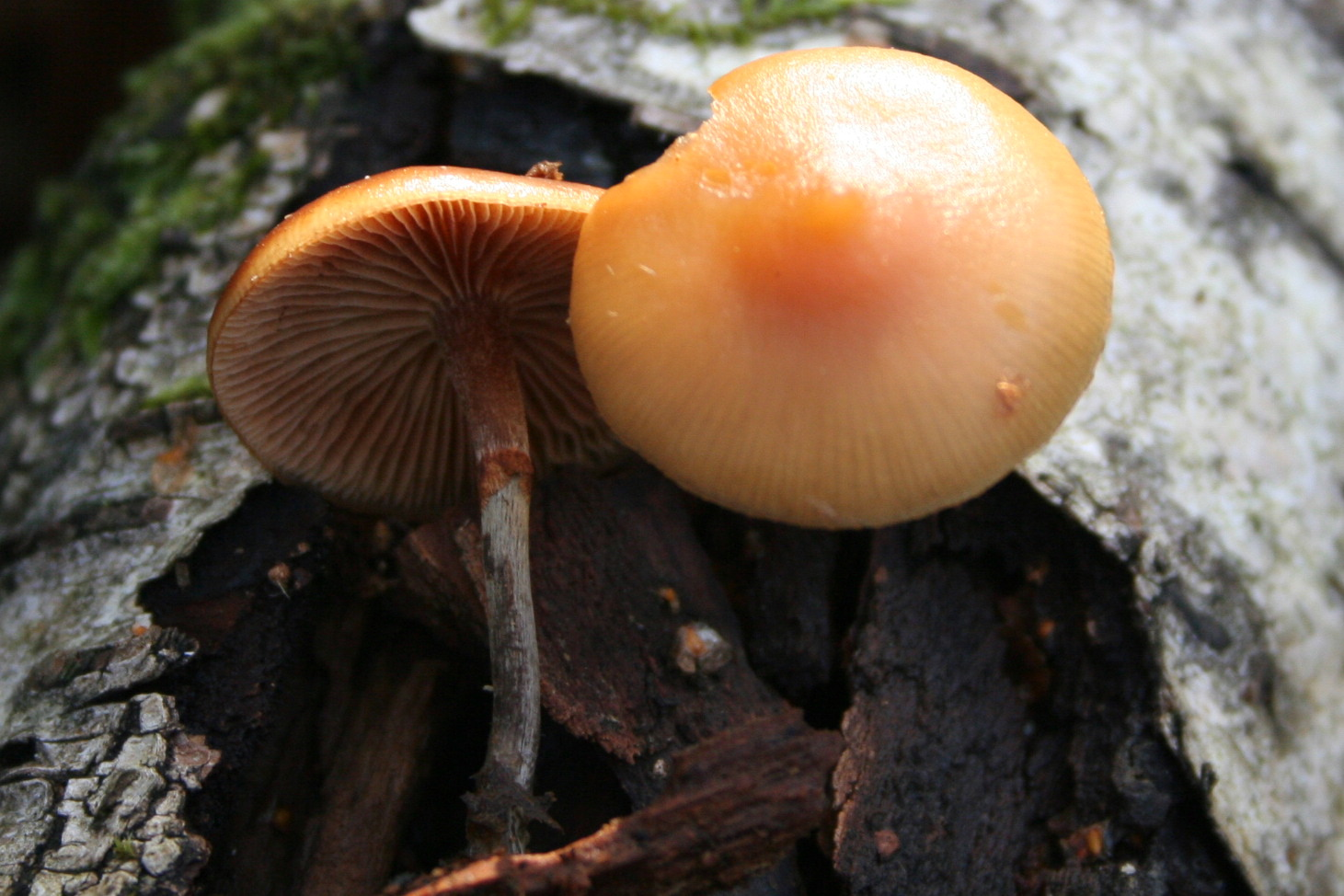
Galerina marginata
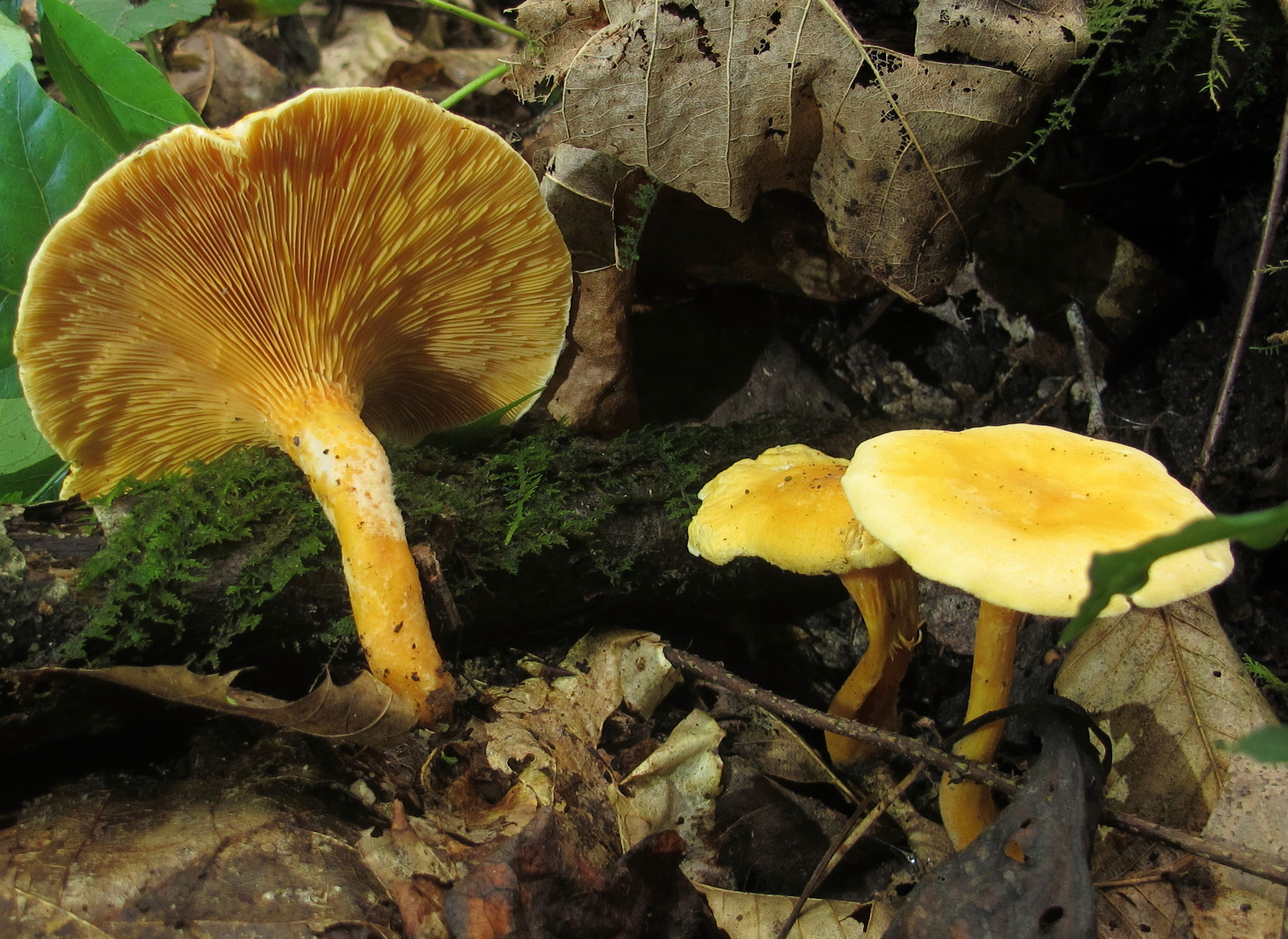
Hygrophoropsis aurantiaca
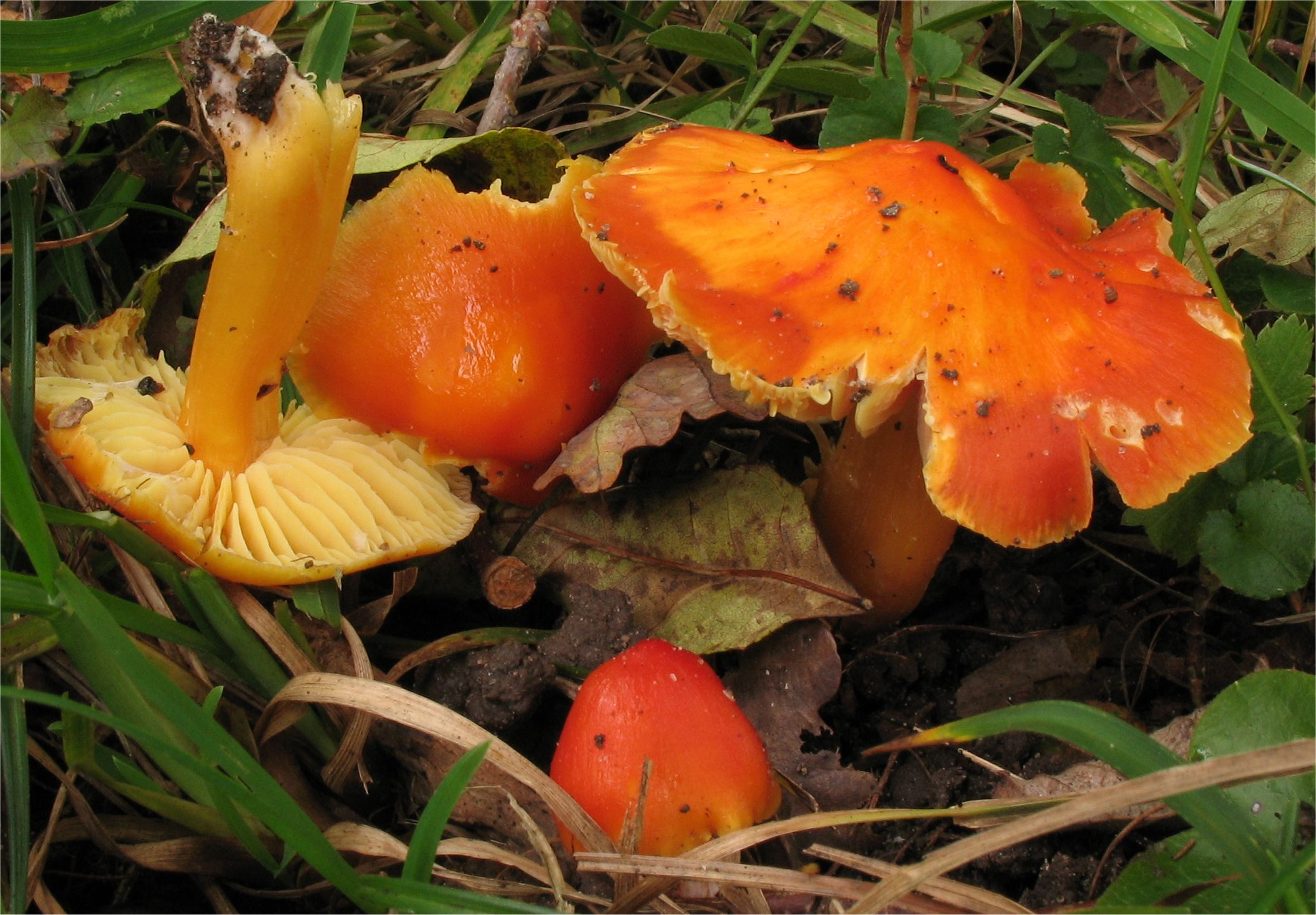
Hygrocybe aurantiosplendens
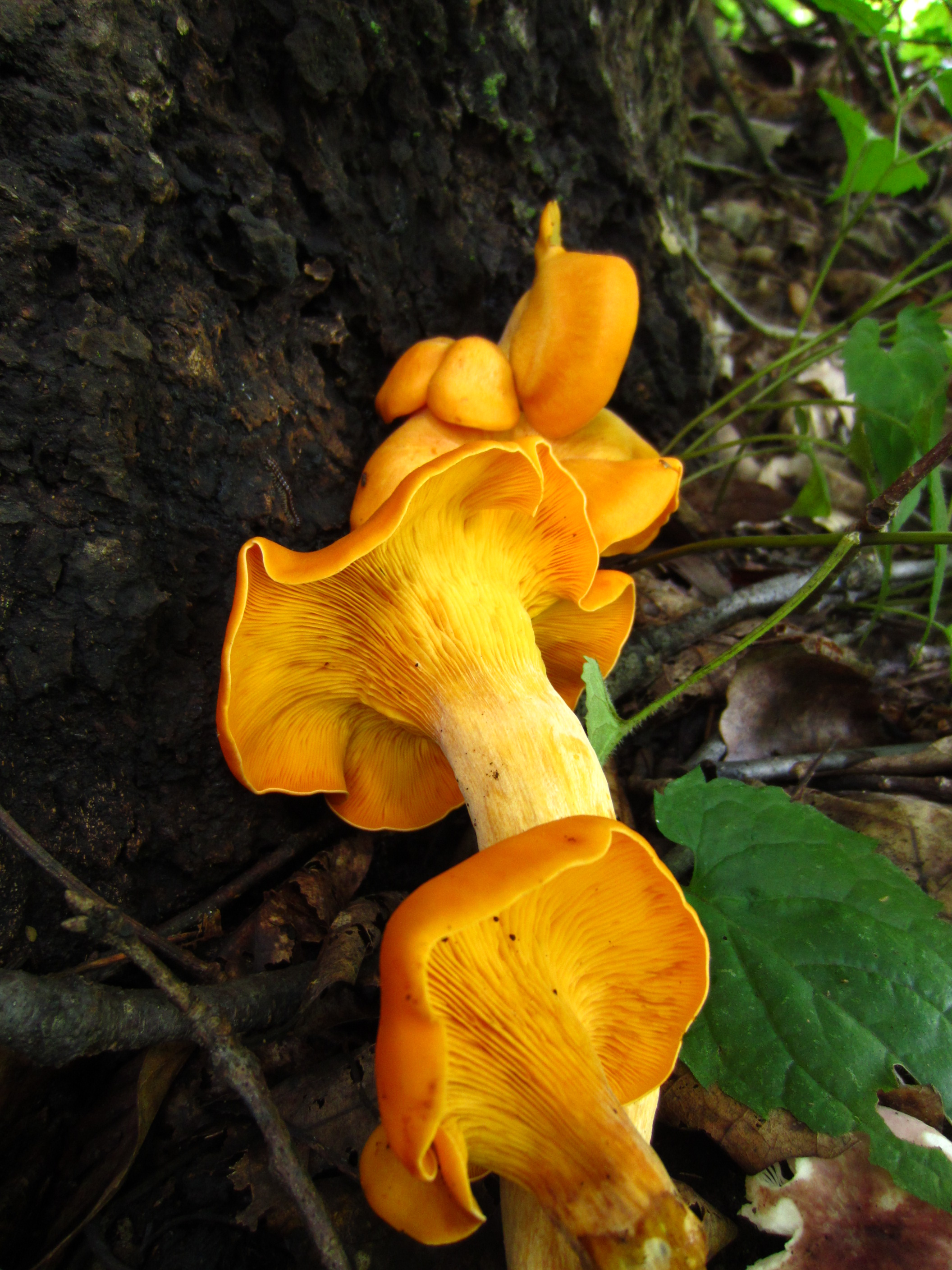
Omphalotus illudens
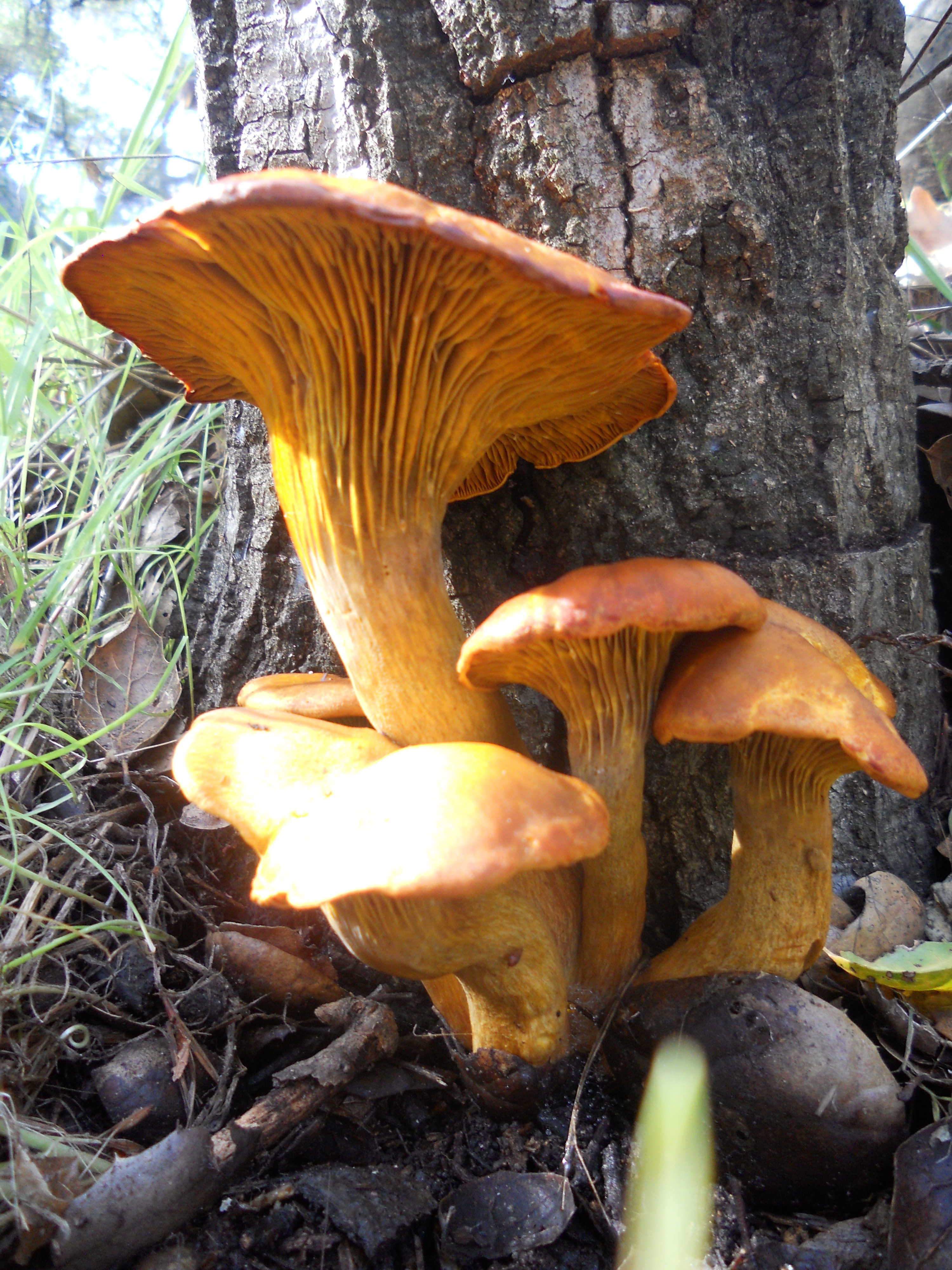
Omphalotus olivascens